# Robert Heath (cầu thủ bóng đá)
Robert Heath (sinh ngày 31 tháng 8 năm 1978) là một cựu cầu thủ bóng đá người Anh thi đấu ở Football League cho Stoke City.

## Sự nghiệp
Heath sinh ra ở Newcastle-under-Lyme và bắt đầu sự nghiệp với đội bóng địa phương Stoke City. Ông được vào đội một ở mùa giải 1997–98 khi Stoke đối mặt với việc xuống hạng ba. Ông thi đấu 12 trận dưới thời Brian Little mùa giải 1998–99 nhưng không thể có mặt trong đội hình khi Gary Megson và Guðjón Þórðarson chọn cầu thủ theo ý họ ở mùa giải 1999–2000 khiến Heath chỉ có 5 lần ra sân. Ông chỉ thi đấu một trận ở mùa giải 2000–01 nơi ông ghi bàn trong thắng lợi 5–1 trước York City ở Cúp Liên đoàn. Ông trải qua phần còn lại của mùa giải ở đội dự bị và bị giải phóng vào tháng 5 năm 2001. Sau đó ông tiếp tục thi đấu cho đội bóng non-league Stafford Rangers.

## Thống kê sự nghiệp
Nguồn:
| Câu lạc bộ          | Mùa giải            | Hạng đấu            | Giải vô địch | Giải vô địch | Cúp FA | Cúp FA | Cúp Liên đoàn | Cúp Liên đoàn | Khác[A] | Khác[A] | Tổng | Tổng |
| Câu lạc bộ          | Mùa giải            | Hạng đấu            | Trận         | Bàn          | Trận   | Bàn    | Trận          | Bàn           | Trận    | Bàn     | Trận | Bàn  |
| ------------------- | ------------------- | ------------------- | ------------ | ------------ | ------ | ------ | ------------- | ------------- | ------- | ------- | ---- | ---- |
| Stoke City          | 1997–98             | First Division      | 6            | 0            | 0      | 0      | 0             | 0             | 0       | 0       | 6    | 0    |
| Stoke City          | 1998–99             | Second Division     | 10           | 0            | 0      | 0      | 0             | 0             | 2       | 0       | 12   | 0    |
| Stoke City          | 1999–2000           | Second Division     | 3            | 0            | 1      | 0      | 1             | 0             | 0       | 0       | 5    | 0    |
| Stoke City          | 2000–01             | Second Division     | 0            | 0            | 0      | 0      | 1             | 1             | 0       | 0       | 1    | 1    |
| Tổng cộng sự nghiệp | Tổng cộng sự nghiệp | Tổng cộng sự nghiệp | 19           | 0            | 1      | 0      | 2             | 1             | 2       | 0       | 24   | 1    |

A. ^  Cột "Khác" bao gồm số lần ra sân và số bàn thắng ở play-off Football League và Football League Trophy.